# Sol bemoll major
Sol bemoll major (també Sol♭M en la notació europea i G♭ en la notació americana) és la tonalitat que té l'escala major a partir de la nota sol♭. Així, la seva escala està constituïda per les notes la♭, si♭, do♭, re♭, mi♭, fa i sol. La seva armadura té sis bemolls (sol, la, si, do, re, mi). El seu relatiu menor és la tonalitat de mi bemoll menor, i la tonalitat homònima és sol bemoll menor. El seu equivalent enharmònic és fa sostingut major.
Rarament és escollida com a tonalitat principal de les obres per a orquestra. No és rara com a tonalitat principal d'obres per a piano, i trobem exemples en els impromptus de Franz Schubert i Chopin.